# Kristoffer Nielsen
Kristoffer Nielsen (* 20. Mai 1985) ist ein ehemaliger dänischer Radrennfahrer.
2003 wurde Kristoffer Nielsen dänischer Jugend-Meister im Mannschaftszeitfahren.
Von 2004 bis 2009 fuhr Nielsen für internationale Radsportteams. 2005 sowie 2008 wurde er dänischer Meister im Mannschaftszeitfahren der Elite. 2006 entschied er eine Etappe der Slowakei-Rundfahrt für sich, und 2008 gewann er die Gesamtwertung dieses Rennens. 2009 beendete er seine Radsportlaufbahn.

## Erfolge
2003
- Dänischer Jugend-Meister – Mannschaftszeitfahren (mit Anders Lund und Kasper Jebjerg)

2005
- Dänischer Meister – Mannschaftszeitfahren (mit Kasper Jebjerg und Michael Mørkøv)

2006
- eine Etappe Slowakei-Rundfahrt

2008
- Dänischer Meister – Mannschaftszeitfahren
- Gesamtwertung Slowakei-Rundfahrt

## Teams
- 2004 Team PH
- 2005 Team GLS
- 2006 Team GLS
- 2007 Team GLS
- 2008 Team GLS-Pakke Shop
- 2009 Team Capinordic